# 姫川駅 (新潟県)
姫川駅（ひめかわえき）は、新潟県糸魚川市大字大野字横戸にある、西日本旅客鉄道（JR西日本）大糸線の駅である。

## 概要・歴史
大糸線内に現存する駅としては最後に開業した駅である。糸魚川市が建設費1300万円を全額負担して建設された請願駅である。
この地域は医療過疎地であり、そこに大型の総合病院である姫川病院が開院することになったため、通院者のために病院の開院に先んじて開業したとされている。

### 年表
- 1986年（昭和61年）11月1日：国鉄大糸線の頸城大野駅 - 糸魚川駅間に新設開業[1]。旅客営業のみ[1]の駅員無配置駅[2]。
- 1987年（昭和62年）4月1日：国鉄分割民営化に伴い、西日本旅客鉄道（JR西日本）の駅となる[3]。
- 2014年（平成26年）
  - 11月22日：長野県神城断層地震による信濃大町駅 - 糸魚川駅間の不通により営業休止。
  - 11月23日：平岩駅 - 糸魚川駅間復旧により営業再開。

## 駅構造

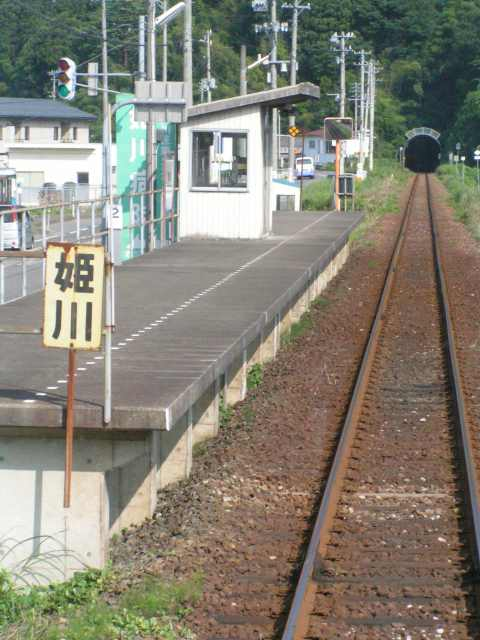
構内（2006年8月）

糸魚川方面に向かって左側にホーム有効長単式1面1線のホームを持つ地上駅（停留所）。
北陸広域鉄道部管理の無人駅。糸魚川寄りの出入口から直接ホームに入る形になっている。ホーム上に小さな待合室があるが、自動券売機は設置されていない。

## 利用状況
近年の1日平均乗車人員は以下の通りである。
| 年度   | 1日平均 乗車人員 |
| ------ | ---------------- |
| 2004年 | 10               |
| 2005年 | 9                |
| 2006年 | 6                |
| 2007年 | 6                |
| 2008年 | 5                |
| 2009年 | 5                |
| 2010年 | 4                |
| 2011年 | 4                |
| 2012年 | 3                |
| 2013年 | 2                |
| 2014年 | 2                |
| 2015年 | 5                |
| 2016年 | 3                |
| 2017年 | 2                |
| 2018年 | 3                |
| 2019年 | 1                |
| 2020年 | 1                |
| 2021年 | 2                |
| 2022年 | 2                |

## 駅周辺
駅前の国道148号を挟んで向かい側には姫川病院（総合病院）があったが、2007年に経営破綻により閉院した。2021年現在も建物は廃墟となって現存する。
- 姫川団地
- 糸魚川温泉
- クラブハウス美山
- 糸魚川カントリークラブ
- 美山公園[注釈 1]
- 糸魚川自動車学校
- 姫川

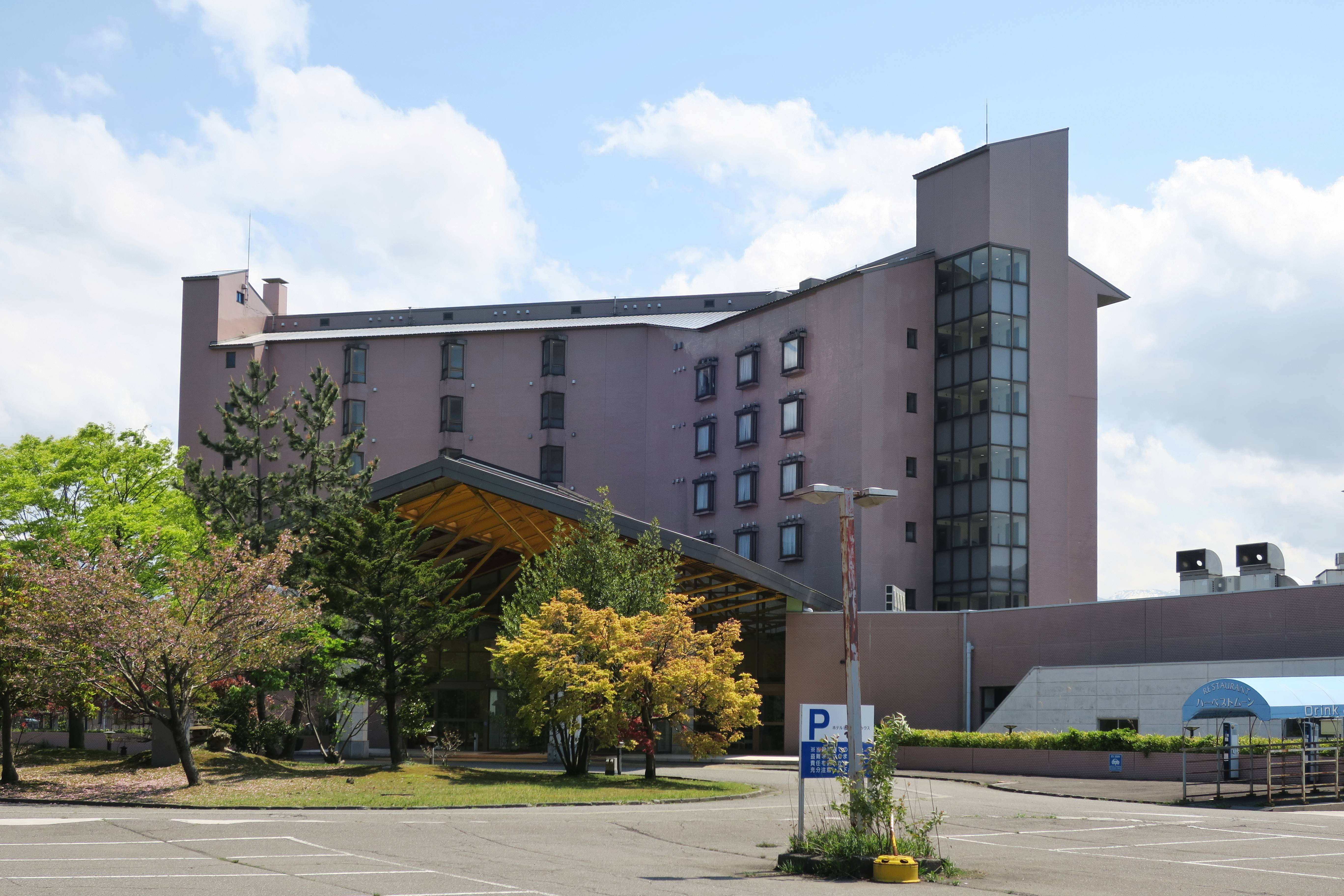
糸魚川温泉ホテル國富アネックス
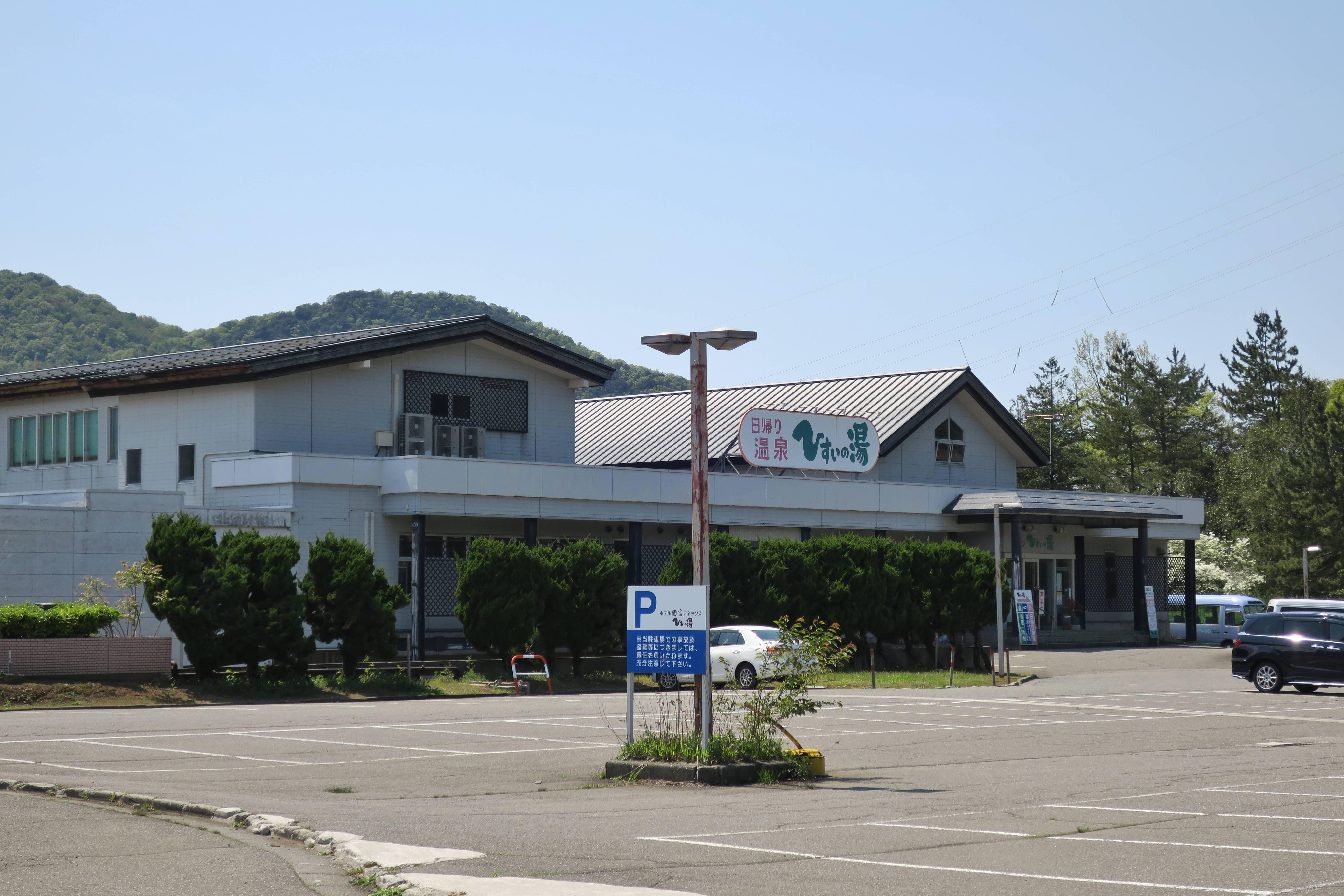
糸魚川温泉クアリゾートひすいの湯
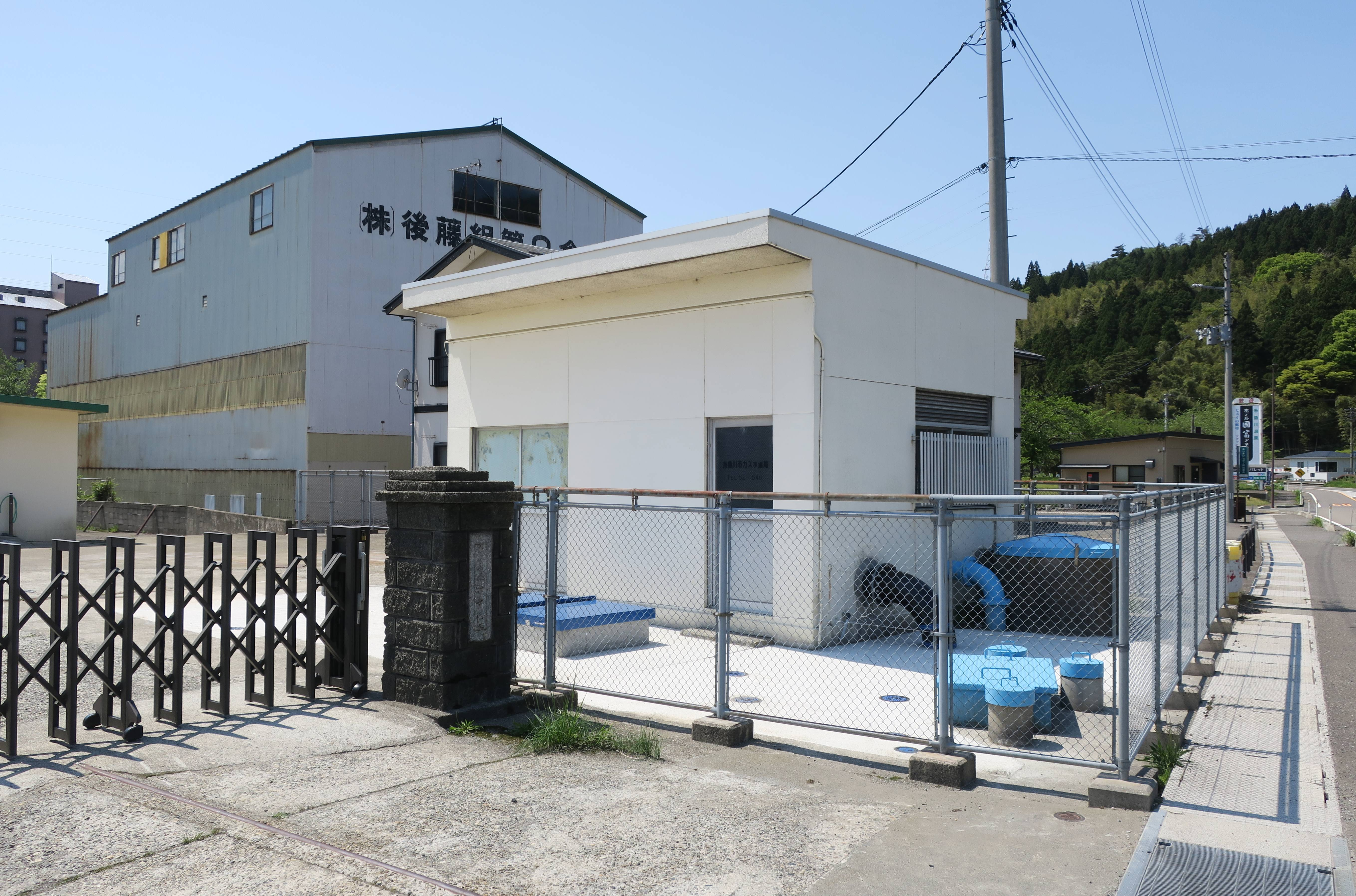
新潟市上水道大野水源地
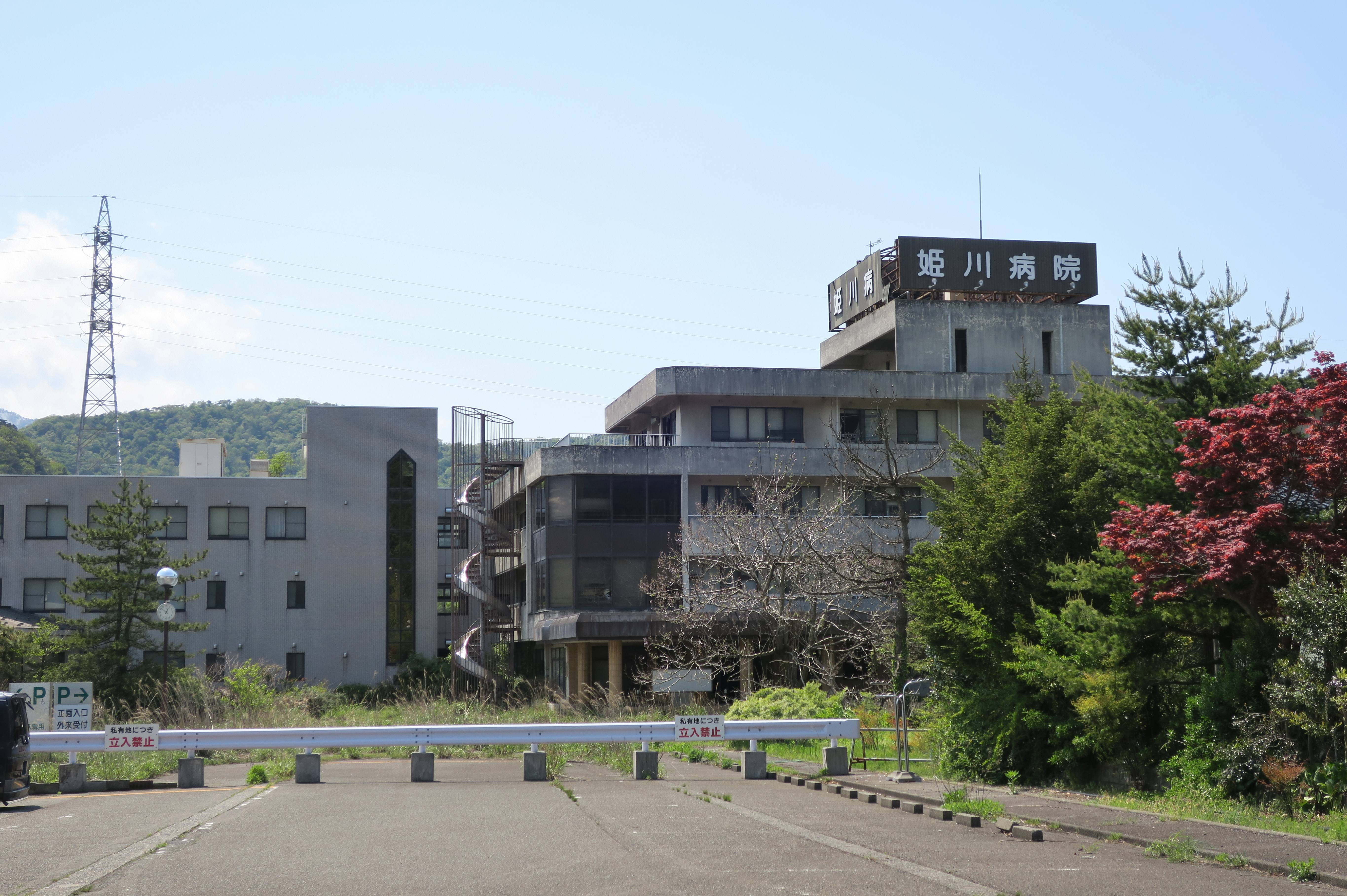
姫川病院跡

## バス路線
- 糸魚川バス
  - 糸魚川病院 行、別所 行、蓮華温泉 行

※「蓮華温泉 行」は季節運行。

## 隣の駅
西日本旅客鉄道（JR西日本）
■大糸線
頸城大野駅 - 姫川駅 - 糸魚川駅